# Convergencia de variables aleatorias
En teoría de la probabilidad, existen diferentes nociones de convergencia de variables aleatorias. La convergencia de sucesiones de variables aleatorias a una variable aleatoria límite es un concepto importante en teoría de la probabilidad, y en sus aplicaciones a la estadística y los procesos estocásticos.

## Convergencia en distribución

### Definición
Se dice que una sucesión {\displaystyle X_{1},X_{2},\ldots } de variables aleatorias reales converge en distribución, o converge en ley, o converge débilmente, a una variable aleatoria {\displaystyle X} si
{\displaystyle \lim _{n\to \infty }F_{n}(x)=F(x),}
para todo punto {\displaystyle x\in \mathbb {R} } en el que {\displaystyle F} es continua, donde {\displaystyle F_{n}} y {\displaystyle F} denotan las funciones de distribución acumulada de las variables aleatorias {\displaystyle X_{n}} y {\displaystyle X}, respectivamente.
La convergencia en distribución puede indicarse como:
| {\displaystyle {\begin{aligned}{}\\&X_{n}\ \xrightarrow {d} \ X,\ \ X_{n}\ \xrightarrow {D} \ X,\ \ X_{n}\ \xrightarrow {L} \ X,\ \ X_{n}\ \xrightarrow {\mathcal {D}} \ X,\ \ X_{n}\ \xrightarrow {\mathcal {L}} \ X,\\&X_{n}\rightsquigarrow X,\ \ X_{n}\ \xrightarrow {d} \ {\mathcal {L}}_{X},\ \ {\mathcal {L}}(X_{n})\to {\mathcal {L}}(X),\\\\\end{aligned}}} | \| \| \| \| \| \| \| \| | (1) |
| |                         |     |
| |                         |     |

donde {\displaystyle \scriptstyle {\mathcal {L}}_{X}} es la ley (distribución de probabilidad) de X. Por ejemplo, si X es una gausiana típica o normal estándar se puede escribir {\displaystyle X_{n}\,{\xrightarrow {d}}\,{\mathcal {N}}(0,\,1)}.

## Convergencia en probabilidad

### Definición
Una sucesión {\displaystyle X_{1},X_{2},\ldots } de variables aleatorias reales converge en probabilidad a una variable aleatoria {\displaystyle X} si para todo {\displaystyle \epsilon >0}
{\displaystyle \lim _{n\to \infty }\Pr {\big (}|X_{n}-X|>\varepsilon {\big )}=0.}
Suele indicarse de alguna de estas maneras:
| {\displaystyle X_{n}\ \xrightarrow {p} \ X,\ \ X_{n}\ \xrightarrow {P} \ X,\ \ X_{n}\ {\overset {}{\xrightarrow {\Pr } }}\ X,\ \ {\underset {n\to \infty }{\operatorname {plim} }}\,X_{n}=X.} | \| \| \| \| \| \| \| \| | (2) |
| |                         |     |
| |                         |     |

## Convergencia casi segura

### Definición
Una sucesión {\displaystyle X_{1},X_{2},\ldots } de variables aleatorias reales converge casi seguramente, o con probabilidad 1, a una variable aleatoria {\displaystyle X} si
{\displaystyle \operatorname {Pr} \!\left(\lim _{n\to \infty }\!X_{n}=X\right)=1.}
Notación:
| {\displaystyle {\overset {}{X_{n}\,\xrightarrow {\mathrm {c.s.} } \,X.}}} | \| \| \| \| \| \| \| \| | (3) |
|                                                                           |                         |     |
|                                                                           |                         |     |

## Convergencia enLr{\displaystyle L^{r}}

### Definición
Dado un número real {\displaystyle r\geq 1}, se dice que la sucesión {\displaystyle X_{1},X_{2},\ldots } de variables aleatorias reales converge en {\displaystyle L^{r}} a la variable aleatoria {\displaystyle X}, si los momentos absolutos {\displaystyle r}-ésimos {\displaystyle {\text{E}}(|X_{n}|^{r})} y {\displaystyle {\text{E}}(|X|^{r})} de {\displaystyle X_{n}} y de {\displaystyle X} existen, y
{\displaystyle \lim _{n\to \infty }\operatorname {E} \left(|X_{n}-X|^{r}\right)=0,}
donde el operador {\displaystyle E} denota la esperanza matemática.
Notación:
| {\displaystyle {\overset {}{X_{n}\,{\xrightarrow {L^{r}}}\,X.}}} | \| \| \| \| \| \| \| \| | (4) |
|                                                                  |                         |     |
|                                                                  |                         |     |

- Datos: Q578985